# سلسلة متأخرة
السلسلة المتأخرة (بالإنجليزية: Lagging strand)‏ هي سلسلة الدنا الجديدة التي يتم تصنيعها بشكل غير مستمر وتتخذ من سلسلة الدي أن إيه (3' - 5') قالبا لها. يتم تصنيع هذه السلسلة على شكل قطع تعرف باسم قطع أوكازاكي، ويتم وصلها ببعض لاحقا. يتم تصنيع السلسلة من اتجاه النهاية 5 إلى النهاية 3 وعلى عكس اتجاه شوكة التناسخ.

## مواضيع ذات صلة
- تناسخ الدنا